# Baptist Reinmann
Johann Baptist Hubert Reinmann (* 31. Oktober 1903 in Herzogenaurach; † 4. März 1980 in Nürnberg) war ein deutscher Fußballspieler, der 1927 mit dem 1. FC Nürnberg die Deutsche Meisterschaft gewann.

## Karriere

### Vereine
Reinmann begann beim 1. FC Herzogenaurach mit dem Fußballspielen und wurde zur Saison 1925/26 vom 1. FC Nürnberg als Rechtsaußen verpflichtet. Von 1926 bis 1933 bestritt er für diesen Punktspiele in den vom Süddeutschen Fußball-Verband organisierten Meisterschaften, seine erste Saison in der Bezirksliga Bayern, fortan in der Gruppe Nordbayern. Seine letzten beiden Spielzeiten bestritt er in Gauliga Bayern, in einer von zunächst 16, später auf 23 aufgestockten Gauligen zur Zeit des Nationalsozialismus als einheitlich höchste Spielklasse im Deutschen Reich. Die Premierensaison schloss er mit der Mannschaft als Gaumeister ab; zuvor gewann er sechs regionale Meistertitel und aufgrund dieser Erfolge bestritt er für die Mannschaft während seiner Vereinszugehörigkeit zwölf Endrundenspiele um die Deutsche Meisterschaft, die er einmal, am 12. Juni 1927 in Berlin, gewann. Nach 281 Pflichtspielen in zehn Jahren für den „Club“ zwang ihn eine anhaltende Achillessehnenverletzung seine Karriere zu beenden.

### Nationalmannschaft
Reinmann bestritt vier Länderspiele für die A-Nationalmannschaft, für die er am 23. Oktober 1927 in Hamburg beim 6:2-Sieg über die Nationalmannschaft Norwegens debütierte. Nachdem er am 20. November 1927 und am 16. September 1928 zwei weitere Spiele als Nationalspieler absolviert hatte, betritt er seinen letzten Einsatz für die DFB-Elf am 10. Februar 1929 in Mannheim beim 7:1-Sieg über die Schweizer Nationalmannschaft.
Ferner gehörte er zum Aufgebot für das vom 27. Mai bis 13. Juni 1928 in Amsterdam ausgetragene olympische Fußballturnier; er wurde in den beiden Spielen gegen die Schweiz und Uruguay jedoch nicht eingesetzt.

## Erfolge
- Deutscher Meister 1927
- Gaumeister Bayern 1934
- Süddeutscher Meister 1927, 1929
- Nordbayerischer Meister 1929, 1932, 1933
- Bayerischer Meister 1927

## Sonstiges
Reinmann beantragte am 25. September 1939 die Aufnahme in die NSDAP und wurde zum 1. Dezember desselben Jahres aufgenommen (Mitgliedsnummer 7.306.104).
Reinmann vermochte die 100 m in 11,1 Sekunden zu laufen und war dennoch in der Lage, präzise Flanken zu schlagen. Der oft wiederholte Spezialtrick des späteren Finanzsekretärs: Er täuschte im vollen Lauf ein Anhalten, bzw. ein Zurückziehen des Balles an. Während der Gegner noch darauf reagierte, war er schon auf und davon. Allerdings war er gelegentlich zu zaghaft und ohne Selbstvertrauen und kam in der Nationalelf an Ernst Albrecht nicht vorbei.
Der 1. FC Nürnberg hatte zu Saisonbeginn 2006/07 als erster Bundesligaverein 35 Stadionblöcke seines Stadions nach berühmten und verdienten Spielern benannt; der Block 39 wurde nach Baptist Reinmann benannt.